# ویلیام اچ میسی
ویلیام هال مِیسی جونیور (به انگلیسی: William Hall Macy, Jr.) (زادهٔ ۱۳ فوریه ۱۹۵۰ در میامی) بازیگر آمریکایی است.
وی بیشتر به خاطر حضور در فیلم خوک‌های وحشی و بازی در فیلم پارک ژوراسیک ۳ مشهور است.

## فیلم‌شناسی
فهرست برخی از فیلم‌ها و سریال‌هایی که ویلیام اچ میسی در آنها به ایفای نقش پرداخته است:
- جایی در زمان-۱۹۸۰
- احمق در اطراف-۱۹۸۰
- بازی‌های جنگی-۱۹۸۳
- آخرین اژدها-۱۹۸۵
- روزگار رادیو-۱۹۸۷
- خانه بازی‌ها-۱۹۸۷
- اوضاع عوض می‌شود-۱۹۸۸
- آدم‌کشی-۱۹۹۱
- سایه‌ها و مه-۱۹۹۱
- بیست دلار-۱۹۹۳
- بنی و جون-۱۹۹۳
- در جستجوی بابی فیشر-۱۹۹۳
- انسان-۱۹۹۴
- موکل-۱۹۹۴
- قتل درجه یک-۱۹۹۵
- تکامل-۱۹۹۵
- هم‌اتاقی‌ها-۱۹۹۵
- قصه بلند-۱۹۹۵
- بالاتر از سوءظن-۱۹۹۵
- قطعه موسیقی آقای هولاند-۱۹۹۵
- پایین پریسکوپ-۱۹۹۶
- فارگو-۱۹۹۶
- مرا بزن-۱۹۹۶
- ارواح میسیسیپی-۱۹۹۶
- کالین فیتز زندگی می‌کند!-۱۹۹۷
- ایر فورس وان-۱۹۹۷
- بوگی نایتز-۱۹۹۷
- سگ را بجنبان-۱۹۹۷
- جری و تام-۱۹۹۸
- پلیزنتویل-۱۹۹۸
- روانی-۱۹۹۸
- فعالیت مدنی-۱۹۹۸
- هپی، تگزاس-۱۹۹۹
- مردان اسرارآمیز-۱۹۹۹
- مگنولیا-۱۹۹۹
- وحشت-۲۰۰۰
- ایالتی و اصلی-۲۰۰۰
- پارک ژوراسیک ۳-۲۰۰۱
- کانون-۲۰۰۱
- به کالینوود خوش آمدی-۲۰۰۲
- خنک‌کننده-۲۰۰۳
- ربودن سیناترا-۲۰۰۳
- سیبیسکوت-۲۰۰۳
- اسپارتان-۲۰۰۴
- در دستان دشمن-۲۰۰۴
- موبایل-۲۰۰۴
- ترنس‌آمریکا-۲۰۰۵
- صحرا-۲۰۰۵
- ادموند-۲۰۰۵
- ممنون که سیگار می‌کشید-۲۰۰۵
- بابی-۲۰۰۶
- امپراتوری درون-۲۰۰۶
- قهرمان کوچک-۲۰۰۶
- گرازهای وحشی-۲۰۰۷
- او مرد آرامی بود-۲۰۰۷
- معامله-۲۰۰۸
- بارت یک اتاق دارد-۲۰۰۸
- افسانه دسپرو-۲۰۰۸
- دوشیزه سرقت-۲۰۰۹
- فسقلی‌ها-۲۰۰۹
- مارمادوک-۲۰۱۰
- دختر کثیف-۲۰۱۰
- وکیل لینکلن-۲۰۱۱
- جلسه‌ها-۲۰۱۲
- شلیک مرگ-۲۰۱۳
- به من اعتماد کن-۲۰۱۳
- باد برمی‌خیزد-۲۰۱۴
- ارنست و سلستین-۲۰۱۴
- بدون سکان-۲۰۱۴
- بدون سکان-۲۰۱۴
- والس دو بیتی-۲۰۱۴
- کیک-۲۰۱۴
- والتر-۲۰۱۵
- بختت رو شماره‌گیری کن-۲۰۱۵
- سرقت ماشین‌ها-۲۰۱۵
- اتاق-۲۰۱۵
- پدر هم‌خون-۲۰۱۶
- توقفگاه-۲۰۱۷
- کریستال-۲۰۱۷
- شاید انجامش بدم-۲۰۲۳
- ریکی استانیکی-۲۰۲۴
- پادشاهی سیاره میمون‌ها-۲۰۲۴

- دنیایی دیگر (مجموعه تلویزیونی)
- بخش فوریت‌های پزشکی (مجموعه تلویزیونی)
- بی‌شرم (مجموعه تلویزیونی)
- دراپ‌اوت (مجموعه تلویزیونی)